# 下特雷布拉
下特雷布拉是德国图林根州的一个市镇。总面积8.98平方公里，总人口817人，其中男性403人，女性414人（2011年12月31日），人口密度91人/平方公里。